# Campeonato da Europa de Atletismo de 2010 - Maratona feminina
A prova da maratona feminina do Campeonato da Europa de Atletismo de 2010 foi disputada no dia 31 de julho de 2010 pelas ruas de  Barcelona, na Espanha. 

## Recordes
Antes desta competição, os recordes mundiais e do campeonato nesta prova eram os seguintes:
|                       | Nome            | Nacionalidade | Tempo    | Local   | Data                 |
| --------------------- | --------------- | ------------- | -------- | ------- | -------------------- |
| Recorde mundial       | Paula Radcliffe | Reino Unido   | 2h15m25s | Londres | 13 de abril de 2003  |
| Recorde do campeonato | Maria Guida     | Itália        | 2h26m05s | Munique | 10 de agosto de 2002 |
| Recorde europeu       | Paula Radcliffe | Reino Unido   | 2h15m25s | Londres | 13 de abril de 2003  |

## Medalhistas
| Ouro               | Prata                  | Bronze                    |
| Anna Incerti (ITA) | Tetyana Filonyuk (UKR) | Isabellah Andersson (SWE) |

## Cronograma
Todos os horários são locais (UTC+2).
| Data        | Hora  | Evento |
| ----------- | ----- | ------ |
| 31 de julho | 10:05 | Final  |

## Resultados
| Posição           | Atleta                     | Nacionalidade | Tempo     | Notas  |
| ----------------- | -------------------------- | ------------- | --------- | ------ |
| Medalha de ouro   | Anna Incerti               | Itália        | 2h 32'48" |        |
| Medalha de prata  | Tetyana Filonyuk           | Ucrânia       | 2h 33'57" |        |
| Medalha de bronze | Isabellah Andersson        | Suécia        | 2h 34'43" |        |
| 4                 | Olivera Jevtic             | Sérvia        | 2h 34'56" |        |
| 5                 | Alessandra Aguilar         | Espanha       | 2h 35'04" |        |
| 6                 | Marisa Barros              | Portugal      | 2h 35'43" |        |
| 7                 | Rosaria Console            | Itália        | 2h 36'20" |        |
| 8                 | Silviya Skvortsova         | Rússia        | 2h 36'31" |        |
| 9                 | Lidia Șimon                | Roménia       | 2h 36'52" |        |
| 10                | Deborah Toniolo            | Itália        | 2h 37'10" |        |
| 11                | Michelle Ross-Cope         | Reino Unido   | 2h 38'45" |        |
| 12                | Rasa Drazdauskaite         | Lituânia      | 2h 38'55" |        |
| 13                | Susan Partridge            | Reino Unido   | 2h 39'07" |        |
| 14                | Beatriz Ros                | Reino Unido   | 2h 40'10" |        |
| 15                | Ana Dias                   | Portugal      | 2h 41'02" |        |
| 16                | Kirsten Melkevik Otterbu   | Noruega       | 2h 42'24" |        |
| 17                | Holly Rush                 | Reino Unido   | 2h 42'44" |        |
| 18                | Helen Decker               | Reino Unido   | 2h 43'00" |        |
| 19                | Svitlana Stankoklymenko    | Ucrânia       | 2h 43'35" |        |
| 20                | Anna Von Schenck           | Suécia        | 2h 43'36" |        |
| 21                | Rebecca Robinson           | Reino Unido   | 2h 44'06" |        |
| 22                | Jo Wilkinson               | Reino Unido   | 2h 44'11" |        |
| 23                | Kjersti Karoline Danielsen | Noruega       | 2h 45'00" |        |
| 24                | Maja Neuenschwander        | Suíça         | 2h 45'17" |        |
| 25                | Yevgeniya Danilova         | Rússia        | 2h 46'21" |        |
| 26                | Margarita Plaksina         | Rússia        | 2h 47'26" |        |
| 27                | Christina Bus Holth        | Noruega       | 2h 48'15" |        |
| 28                | Olena Biloshchuk           | Ucrânia       | 2h 51'21" |        |
| 29                | Gezashign Safarova         | Azerbaijão    | 2h 51'59" |        |
| 30                | Lena Gavelin               | Suécia        | 2h 53'13" |        |
| 31                | Remalda Kergyte            | Lituânia      | 2h 55'12" |        |
| 32                | Daneja Grandovec           | Eslovênia     | 3h 07'51" |        |
| 33                | Vira Ovcharuk              | Ucrânia       | 3h 09'27" |        |
| -                 | Sladjana Perunovic         | Montenegro    | -         | DNF    |
| -                 | Monica Rosa                | Portugal      | -         | DNF    |
| -                 | Tatyana Pushkareva         | Rússia        | -         | DNF    |
| -                 | Patricia Morceli           | Suíça         | -         | DNF    |
| -                 | Karolina Jarzynska         | Polónia       | -         | DNF    |
| -                 | Daniela Cirlan             | Roménia       | -         | DNF    |
| -                 | Fernalda Ribeiro           | Portugal      | -         | DNF    |
| —                 | Živilė Balčiūnaitė         | Lituânia      | 2h 31'14" | Doping |
| —                 | Nailya Yulamanova          | Rússia        | 2h 32'15" | Doping |
| —                 | Irina Timofeyeva           | Rússia        | 2h 35'53" | Doping |

Legenda
| Recorde mundial       | Recorde mundial (World record)               |                       | Recorde africano                      | Recorde africano (African) |                                           | Q | Classificado por posição (Qualified) |
| Recorde do campeonato | Recorde do campeonato (Championship record)  | Recorde da América    | Recorde da América (Americas)         | q                          | Classificado por melhor tempo (Qualified) |   |                                      |
| Melhor marca do ano   | Melhor marca do ano (World leading)          | Recorde asiático      | Recorde asiático (Asian)              | DNS                        | Não largou (Did not start)                |   |                                      |
| Recorde nacional      | Recorde nacional (National record)           | Recorde europeu       | Recorde europeu (European)            | DNF                        | Não terminou (Did not finish)             |   |                                      |
| Recorde pessoal       | Recorde pessoal do atleta (Personal best)    | Recorde da Oceania    | Recorde da Oceania (Oceania)          | DSQ / DQ                   | Desclassificado (Disqualified)            |   |                                      |
| Recorde da temporada  | Recorde da temporada do atleta (Season best) | Recorde sul-americano | Recorde sul-americano (South America) | NM                         | Sem marca (No mark)                       |   |                                      |